# Metaegle subfumata
Metaegle subfumata là một loài bướm đêm trong họ Noctuidae.